# Yomiuri Shinbun
Yomiuri Shinbun (Yomiuri-Zeitung, japanisch 読売新聞, in altem Schriftzug Kyujitai 讀賣新聞) ist eine japanische Tageszeitung mit Sitz in Tokio. Sie wurde 1874 gegründet und wird in den Metropolregionen Tokio, Osaka und Fukuoka veröffentlicht. Die Zeitung erscheint als Morgenausgabe mit einer Auflage von derzeit etwa 6,87 Millionen und als Abendausgabe mit einer Auflage von etwa 1,77 Millionen Exemplaren (Stand: 1. Halbjahr 2022). Damit gilt sie als die auflagenstärkste Zeitung der Welt. Insgesamt erreicht sie etwa 23,70 Millionen Leser (Stand: 1. Halbjahr 2013). Yomiuri Shinbun ist politisch konservativ ausgerichtet und steht der langjährigen Regierungspartei, der Liberaldemokratischen Partei, nahe.
Neben der Washington Post und der Daily Mail kooperiert die Zeitung seit Februar 2011 mit dem FC Bayern München. Seitdem berichtet Yomiuri Shinbun ausführlicher über den deutschen Rekordmeister. Seit 1949 vergibt der Zeitungsverlag jährlich den Yomiuri-Literaturpreis.

## Geschichte
Die Zeitung wurde 1874 von den Journalisten Takashi Koyasu, Morimichi Motono und Shōkichi Shibata im Zeitungsverlag Nisshusha gegründet. Anfangs alle zwei Tage veröffentlicht, kam sie nach sechs Monaten täglich heraus. Während der 1880er und 1890er wurde die Zeitung mit der regelmäßigen Veröffentlichung literarischer Werke, wie zum Beispiel von Ozaki Kōyō, bekannt. Nachdem Yomiuri in den 1920er Jahren kurz vor dem Konkurs stand, kaufte Matsutarō Shōriki den Verlag im Jahr 1924, was eine Steigerung der Auflage zur Folge hatte. Zu seinen Neuerungen zählten unter anderem der Sensationsjournalismus, ein ganzseitiges Radioprogramm und Einladungen an amerikanische Baseballteams zu einem Japan-Besuch. 1942 vereinigte sich Yomiuri mit Hōchi Shinbun.
Nach 1945 prägte Matsutarō Shōrikis Parteizugehörigkeit zur damaligen Regierungspartei Liberale Partei die Zeitung. Sie wurde schon bald als das Sprachrohr für „kleine Leute“ bekannt. Im Februar 1977 wurde Yomiuri Shinbun die auflagenstärkste Zeitung Japans (mit 7,2 Mio. Exemplaren in der Morgenauflage ab dieser Zeit größer als die Rivalen Asahi Shimbun und Mainichi Shimbun). 1995 betrug die Auflage (Morgen- und Abendausgabe) 14,4 Mio. Exemplare (davon ging ein Anteil von 99 % an Abonnenten) und die Mitarbeiterzahl des Zeitungsbetriebs (die Zusteller eingeschlossen) betrug über 115.000.

## Ausgabe
Die Zeitung erscheint zweimal täglich an sieben Tagen die Woche. Die Morgenausgabe hat einen Umfang von bis zu 40 Seiten und besteht aus den Top News, International, Politics, Economy, General, Sports, Lifestyle und den City News. Die etwa 16 Seiten starke Abendausgabe enthält neben den Top News und Sports auch Fashion (Mittwoch), Entertainment/Movies (Freitag), Youth (Mittwoch) und Kids (Samstag). Yomiuri Shinbun erscheint im Broadsheet-Format.

## Auflage
Yomiuri Shinbun hat in den vergangenen Jahren erheblich an Auflage eingebüßt. Die verkaufte Auflage ist seit dem Jahr 2000 um 27 % gesunken. Sie betrug 12.773.341 Mio. Exemplare im ersten Halbjahr 2014. Im ersten Quartal 2021 betrug die Zahl der verkauften Exemplare 7.954.126 (Stand: April 2021).

## Unternehmensgruppe
Die Zeitung ist Teil der Holding Yomiuri Shimbun Group a), die rund 150 Unternehmen in verschiedenen Sparten umfasst. Dazu gehören unter anderem die Fernsehgesellschaften Nippon TV und Yomiuri TV, der Verlag Chūōkōron Shinsha, der Freizeitpark Yomiuriland und das Baseballteam Yomiuri Giants.

## Anmerkung
- a) Die Schreibweise Yomiuri Shimbun ist eine Schreibung oder Transkription nach einer veralteten Umschrift der japanischen Sprache.